# Zimmers Hole
Zimmers Hole ist eine Comedy-Metal-Band aus Vancouver in Kanada, die seit 1991 besteht. Zur Band gehören Chris „The Heathen“ Valagao, Jed Simon (Strapping Young Lad), Byron Stroud (Strapping Young Lad, Fear Factory) und Gene Hoglan (Dethklok, Strapping Young Lad, früher bei Death, Dark Angel, Testament u. a.). 

## Bandname
Den ungewöhnlichen Namen gab sich die Band vor ihrem ersten Auftritt als Vorband des Musikers Dean Zimmer, der laut Valagao unter anderem dadurch eine lokale Berühmtheit war, dass er sein Hinterteil öffentlich entblößt hatte. Somit wäre grammatikalisch eigentlich die Schreibweise „Zimmer’s Hole“ korrekt. Auf den Alben sowie der offiziellen Webseite findet sich jedoch nur die Schreibweise „Zimmers Hole“. Häufig wird der Name auch als „The Hole“ abgekürzt.

## Bandgeschichte
Die Band Zimmers Hole wurde 1991 von Jed Simon und Byron Stroud gegründet und besteht damit länger als die Band Strapping Young Lad, die zwischenzeitlich jedoch weitaus größeren Erfolg hatte. Der langjährige Schlagzeuger Steve Wheeler wurde im Jahr 2007 durch Gene Hoglan abgelöst.

## Stil
Trotz der großen personellen Nähe zu Strapping Young Lad und Devin Townsend (der alle Alben produzierte) ist Zimmers Hole stilistisch anders ausgerichtet. 
Obwohl es sich vornehmlich um Thrash Metal handelt, werden häufig Stilmittel des „klassischen“ Heavy Metal verwendet. Durch alle Veröffentlichungen ziehen sich humoristische, insbesondere parodistische Elemente. Dabei werden vor allem allseits bekannte und erfolgreiche Bands wie Metallica oder Manowar persifliert.
Sänger „The Heathen“ ist besonders für seine exaltierte Bühnenshow bekannt und tritt zumeist im Teufelskostüm auf. Die gelegentlichen Verweise auf Satan werden vor allem in stark ironisierter Form verwendet.

## Diskografie
- 1997: Bound by Fire
- 2001: Legion of Flames
- 2008: When You Were Shouting at the Devil...We Were in League with Satan